# Sandwichtheorie
Die lineare Sandwichtheorie beschreibt das Verhalten eines aus drei Schichten bestehenden Balkens unter Belastung. Es handelt sich um eine Erweiterung der statischen Balkentheorie erster Ordnung.
Von Bedeutung ist die lineare Sandwichtheorie für die Auslegung und den Nachweis von Sandwichplatten, wie sie im Hoch-, Fahrzeug- und Flugzeugbau und sehr häufig in der Kältetechnik verwendet werden.
Die Bezeichnung stammt von dem ebenfalls aus mehreren Schichten bestehenden Imbiss namens Sandwich.

## Voraussetzungen
- Sandwichquerschnitte sind Verbundquerschnitte. Sie bestehen aus einem mäßig schubsteifen Kern, der mit zwei außenliegenden dehnsteifen Deckschichten schub- und zugfest verbunden ist.
- Die Deckschichten können jeweils biegesteif sein.
- Die Schichten genügen jede für sich der Anforderung an die Ebenheit des Querschnittes, der Gesamtquerschnitt jedoch nicht.

## Grundzüge
Balken mit Sandwichquerschnitten verhalten sich unter Lasteinwirkung anders als Balken mit gleichmäßig elastischem Querschnitt:
- Neben den elastischen Verformungen der gegeneinander verspannten und gegebenenfalls profilierten Deckschichten tritt die Schubdurchsenkung, die der mäßig schubsteife Kern verursacht.
- Wenn eine oder zwei Deckschichten profiliert sind, sind die Teilschnittgrössen unbestimmt.
- Temperaturdifferenzen zwischen den Deckschichten bleiben aufgrund der thermischen Trennung durch das Kernmaterial bestehen. Sie führen durch die unterschiedliche Längsdehnung der Deckschichten zu einer Krümmung des Sandwichbalkens in Richtung der wärmeren Deckschicht. Soweit diese Verformung durch Zwischenauflager oder die Biegesteifigkeit der Deckschichten behindert wird, kommt es zur Zwängung.

Abbildung 1 – Gleichgewichtszustand eines verformten Sandwichbalkens unter Auflast- und Temperatureinwirkung im Vergleich zum unverformten Querschnitt

Unter der Annahme, dass die Teilquerschnitte jeder für sich der bernoullischen Hypothese genügen, kann das Gleichgewicht am verformten Sandwichbalkenelement formuliert werden, um daraus die Biegegleichung des Sandwichdurchlaufträgers abzuleiten.
Die Schnittgrößen und die korrespondierenden Verformungen des Balkens und des Querschnittes können Abbildung 1 entnommen werden. Nach der Elastizitätstheorie ergeben sich die Zusammenhänge:
{\displaystyle {\begin{alignedat}{2}M_{S}&=B_{S}(\gamma '_{2}&&+\vartheta )\\&=B_{S}(\gamma '-w''&&+\vartheta )\\Q_{S}&=A\gamma \\M_{D}&=-B_{D}w''\\Q_{D}&=-B_{D}w'''\end{alignedat}}}
mit folgenden Bezeichnungen:
| {\displaystyle w}                                                                                                 | Durchsenkung des Durchlaufträgers                               | Durchsenkung des Durchlaufträgers                             |
| {\displaystyle \gamma }                                                                                           | Schubwinkel des Kerns                                           | {\displaystyle \gamma =\gamma _{1}+\gamma _{2}}               |
| {\displaystyle \gamma _{1}}                                                                                       | Verdrehung der Deckschichten bezogen auf das Lot der Biegelinie | {\displaystyle \gamma _{1}=w'}                                |
| {\displaystyle \gamma _{2}}                                                                                       | Verdrehung der geraden Verbindung der Deckschichtschwerpunkte   | Verdrehung der geraden Verbindung der Deckschichtschwerpunkte |
| {\displaystyle M_{S}}                                                                                             | Sandwich- oder Steineranteil des Biegemomentes                  | Sandwich- oder Steineranteil des Biegemomentes                |
| {\displaystyle B_{S}}                                                                                             | Sandwich- oder Steineranteil der Biegesteifigkeit               | Sandwich- oder Steineranteil der Biegesteifigkeit             |
| {\displaystyle M_{D}}                                                                                             | Biegemoment der Deckschicht(en)                                 | Biegemoment der Deckschicht(en)                               |
| {\displaystyle B_{D}}                                                                                             | Biegesteifigkeit der Deckschicht(en)                            | Biegesteifigkeit der Deckschicht(en)                          |
| {\displaystyle Q_{S}}                                                                                             | Sandwichanteil der Querkraft, also Querkraft im Kern            | Sandwichanteil der Querkraft, also Querkraft im Kern          |
| {\displaystyle Q_{D}}                                                                                             | Querkraftanteil der Deckschichten                               | Querkraftanteil der Deckschichten                             |
| {\displaystyle A}                                                                                                 | Schubsteifigkeit des Kernes                                     |                                                               |
| Das Fehlen des Index zeigt die Summe von Sandwich- und Deckschichtanteil als Größe des gesamten Querschnittes an. |                                                                 |                                                               |
| {\displaystyle \vartheta }                                                                                        | durch Temperaturgefälle bedingte Krümmung                       | {\displaystyle \vartheta ={\frac {\alpha (T_{o}-T_{u})}{e}}}  |
| {\displaystyle \alpha }                                                                                           | Temperaturausdehnungskoeffizient der Deckschichten              | Temperaturausdehnungskoeffizient der Deckschichten            |

Durch Umformen können die Differentialgleichungen für den Sandwichdurchlaufträger ermittelt werden:
{\displaystyle {\begin{alignedat}{2}&Q=Q_{S}+Q_{D}=A\gamma &&-B_{D}w'''\\&M=M_{S}+M_{D}=B_{S}(\gamma '+\vartheta )&&-Bw''\end{alignedat}}}
In der Literatur ist ebenfalls die entmischte Darstellung gebräuchlich:
{\displaystyle {\begin{alignedat}{3}&-{\frac {B_{D}}{A}}w^{IV}+{\frac {B}{B_{S}}}w''&&=-{\frac {M}{B}}_{S}&&&-{\frac {q}{A}}-\vartheta \\&-{\frac {B_{D}}{A}}\gamma ''+{\frac {B}{B_{S}}}\gamma &&=&&&-+{\frac {Q}{A}}\end{alignedat}}}

## Lösungsansätze
Der Sandwichdurchlaufträger ist im Allgemeinen durch die Überzahl der Gleichgewichtsbedingungen statisch unbestimmt.
Dazu kommt – bei biegesteifen Deckschichten – die innere Unbestimmtheit hinsichtlich der Verteilung der Schnittgrößen auf Normalkräfte und Biegung in den Deckschichten.

### Analytische Lösungen
Durch Ausnutzung der Rand- und Übergangsbedingungen können die Differentialgleichungen für jeden einzelnen Fall analytisch gelöst werden. Derartige Lösungen werden z. B. in DIN EN 14509:2006 mitgeteilt (Tabelle E10.1); sie können ohne weiteres für die Berechnung einfacher Systeme verwendet werden (Zweifeldträger unter Gleichlast etc.). Darüber hinaus können Lösungen durch die Anwendung der Energiemethode (Kraftweggrößenverfahren) ermittelt werden.

### Numerische Verfahren
Die Differentialgleichungen der Sandwichdurchlaufträger können mit numerischen Verfahren gelöst werden. Das geschieht
- durch Differenzenrechnung oder
- nach der Methode der finiten Elemente (FEM).

Für die Differenzenrechnung teilt Berner einen zweistufigen Ansatz mit:
- Lösung der Differenzengleichung für die Normalkräfte in den Deckblechen für einen Einfeldträger unter beliebiger Belastung
- danach wird das Verfahren der Kraftweggrößen eingesetzt, um den Ansatz auf die Berechnung von Mehrfeldträgern auszuweiten.

Mit dem Programm swe1 wird das Differenzenverfahren für Mehrfeldträger mit gleichmäßig elastischem Querschnitt um die Anteile der Schubdurchsenkung und der Verformung aus Temperaturdifferenzen der Deckschalen erweitert. Dabei wird der Umstand ausgenutzt, dass die
Partialdurchsenkungen des Sandwichdurchlaufträgers mit biegeweichen Deckschichten superponiert werden können. Das Verfahren ist dementsprechend auf diese Teilmenge der Sandwichquerschnitte beschränkt.
Für die Berechnung der Verformungen und Schnittgrößen der Sandwichdurchlaufträger können
FEM-Programme verwendet werden, unter der Bedingung,
dass sie mit Volumenelementen umgehen können.
Ein speziellerer Ansatz wird von Schwarze mitgeteilt:

Durch Einsetzen von Gleichung (1) in Gleichung (2) unter Anwendung des Zusammenhanges
{\displaystyle Q'=-q\,}
kann folgende Gleichung angeschrieben werden:
{\displaystyle w^{IV}+\left({\frac {\lambda }{l}}\right)^{2}w''=\left({\frac {\lambda }{l}}\right)^{2}{\frac {M}{B}}+{\frac {1+\alpha }{\alpha }}\;{\frac {q}{B}}-\left({\frac {\lambda }{l}}\right)^{2}{\frac {\vartheta }{1+\vartheta }}\quad \quad (3)\,}
unter Verwendung der Abkürzungen:
{\displaystyle \lambda ^{2}={\frac {1+\alpha }{\alpha \beta }};\quad \alpha ={\frac {B_{D}}{B_{S}}};\quad \beta ={\frac {B_{S}}{Al^{2}}};}
Schwarze gibt die allgemeine Lösung für den homogenen Teil {\displaystyle w_{h}} der Gleichung (3) an.
Zudem entwickelt er unter Ausnutzung der Gleichgewichtsbedingungen einen Polynomansatz zur
Bestimmung des Partikularintegrals für {\displaystyle w_{p}}.
Mit der Forderung
{\displaystyle w=w_{h}+w_{p}\,}
wird durch Überlagerung der Anteile eine Funktion für {\displaystyle w(x)} mitgeteilt, die neben den
vier Integrationskonstanten {\displaystyle C_{i}} die Randmomente
{\displaystyle M_{L}} und {\displaystyle M_{R}} als Faktoren aufweist.
Durch dreifaches Ableiten und durch Ausnutzung des Zusammenhanges nach Gleichung (3)
lassen sich ebenfalls aus den vorgenannten sechs Faktoren gebildete Funktionen für
{\displaystyle w'(x)}, {\displaystyle w''(x)}, {\displaystyle w'''(x)},
{\displaystyle \gamma (x)} und {\displaystyle \gamma '(x)} angeben.
Für die Berechnung eines Sandwichdurchlaufträgers kann dieser in Bereiche eingeteilt werden,
in denen die unbekannten Funktionen und ihre Ableitungen stetig sind.
Der vorgenannte Ansatz ist im Programmsystem swe2 erweitert worden.
Die Implementierung steht quelloffen zur Verfügung.

## Praktische Bedeutung
Die nach der linearen Sandwichtheorie vorhergesagten Ergebnisse stimmen mit
experimentell ermittelten Ergebnissen hinreichend überein.
Die lineare Sandwichtheorie ist die Grundlage für den Standsicherheitsnachweis bei der
Errichtung von ausgedehnten mit Sandwichpaneelen bekleideten und eingedeckten Industrie- und Gewerbebauten.
Ihre Anwendung wird in den bauaufsichtlich erteilten Zulassungen und in der entsprechenden
Fachnorm ausdrücklich gefordert. Sie repräsentiert den Stand der Technik.